# Кодевила
Кодевѝла (на италиански: Codevilla, на местен диалект: Cudvila, Кудвила) е село и община в Северна Италия, провинция Павия, регион Ломбардия. Разположено е на 146 m надморска височина. Населението на общината е 994 души (към 2017 г.).